# Kid Klown in Crazy Chase
Kid Klown in Crazy Chase (キッドクラウンのクレイジーチェイス Kiddo Kuraun no Kureijī Cheisu?) är ett plattformsspel utvecklat och utgivet av Kemco till SNES. Spelet släpptes i Nordamerika i september 1994, i Japan den 21 oktober 1994 och i Europa 1994.  Spelet återutgavs i Nordamerika till Game Boy Advance i oktober 2002.

## Handling
Huvudfiguren är Kid Clown, som skall rädda prinsesan Honey från den elake Black Jack.

### Fotnoter
1. ↑  Japanese title på super-famicom.jp (japanska)
2. ↑  Japanese-English title translation på Superfamicom.org
3. ↑  ”Kid Clown” (på engelska). Mobygames. 20 mars 1994. http://www.mobygames.com/game/kid-klown-in-crazy-chase. Läst 7 juni 2014.